# 弗雷日维尔
弗雷日维尔（法語：Fréjeville，法語發音：[fʁeʒvil]）是法国奧克西塔尼大區塔恩省的一个市镇，属于卡斯特尔区。

## 地理
弗雷日维尔（43°36'39"N, 2°8'45"E）面积9.48 平方千米，位于法国奧克西塔尼大區塔恩省，该省份为法国南部内陆省份，北起顺时针与阿韦龙省、埃罗省、奥德省、上加龙省和塔恩-加龙省接壤。
与弗雷日维尔接壤的市镇（或旧市镇、城区）包括：卡尔布、卡斯特爾、萨伊斯、塞马朗斯、阿古河畔维耶尔米。

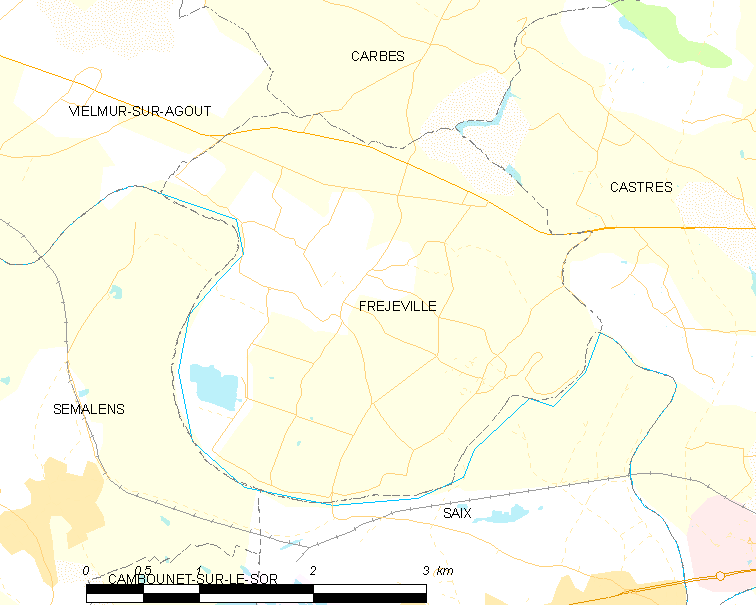
弗雷日维尔的OSM定位图

弗雷日维尔的时区为UTC+01:00、UTC+02:00（夏令时）。

## 行政
弗雷日维尔的邮政编码为81570，INSEE市镇编码为81098。

## 政治
弗雷日维尔所属的省级选区为阿古平原县。

## 人口

1962-2008年间弗雷日维尔人口变化图示

弗雷日维尔于2022年1月1日时的人口数量为721人。